# Ameyalco
Ameyalco är en källa i Mexiko. Den ligger i delstaten Puebla, i den sydöstra delen av landet.